# Малежик Володимир Федорович
Володимир Федорович Малежик — (23.07.1950, Рудківка Бобровицького району Чернігівської області, УРСР — 27.07.2020, Київ, Україна) — майстер спорту, заслужений тренер України, фахівець у галузі фізичного виховання і спорту.

## Життєпис
Народився 23 липня 1950 року в Рудківці на Чернігівщині.
У дитинстві займався лижними гонками, 6 років був у складі молодіжної збірної команди УРСР. Багаторазовий призер першостей України серед юнаків та юніорів, призер Кубка України, у складі збірної команди «ЦР Динамо» — срібний призер першості СРСР в естафетній гонці.
З 1965 — інструктор з фізичної культури в команді «Динамо», заступник голови Київської міської ради ДСТ «Авангард».
1975 року закінчив Київський інститут фізкультури.
1972—1975 — завідувач відділу спорту Київської обласної ради профспілок, заступник голови Київської міської ради спортивного товариства «Авангард».
1975—1985 — викладач Київського кооперативного технікуму, з 1985 — державний тренер СРСР зі стрибків на лижах з трампліна та лижного двоборства.
З 1996 — начальник, а з 2002 — головний спеціаліст відділу зимових видів спорту Міністерства України у справах сім'ї молоді і спорту.
1992 — співзасновник та 1-й віце-президент Федерації лижного спорту України.

## Досягнення
- 1966—1969 — чемпіон України серед юніорів з лижних гонок,
- 1968—1969 — срібний призер першості СРСР з лижних гонок в естафеті.
- 1968 — Майстер спорту з лижних гонок,
- 1989 — Заслужений тренер України.
- Відмінник фізичної культури та спорту СРСР.

## Сім'я
Був одруженим, мав сина, доньку та трьох онуків.

## Навчальні програми
- 2001 — «Лижне двоборство»
- 2002 — «Стрибки на лижах з трампліна»